# Иречеково
Иречеково е село в Югоизточна България. То се намира в община Стралджа, област Ямбол.

## География
Селото се намира в Ямболска област и отстои на 18 км източно от областния център. Разположено на 246 м надморска височина в северното подножие на Бакаджикците. Климатът е преходно-континентален, а почвите - излужени смолници и канелени горски. През Иречеково тече малка река - приток на Мочурица Съставно селище на Община Стралджа, населението му достига 1055 жители през 1979.
В съседство са селата:На изток-Недялско,На запад-Търнава,На север-Палаузово,На юг-Тамарино.

## История
В землището на селото има останки от антично укрепление. Сведения за селото се появяват за първи път в османски документ от 1609 под името Арнавуд, вероятно поради населеността му с арнаути.
До 1934 година името на селото се запазва като Арнауткьой, въпреки заселилите се семейство от Старозагорско, Пловдивско и Чирпанско. Комисията, работила по преименуването на българските селища през 1931–1932 г. спазва правила при преименуването, сред които е приемане на имена на чужденци с особени заслуги към България. Така селото е наименувано в прослава на Константин Иречек.

Християнство

Кметство Читалище Поща

## Културни и природни забележителности
Село Иречеково се намира на 2 км от планинските възвишения Бакаджиците, известни с лечебния си въздух. Въздухът в селото и околностите лекува астма и други белодробни заболявания.

## Редовни събития
На 24 декември вечерта срещу 25 се извършва народният обичай, наричан в селото КОЛЕДАРИ.
На 1 януари най-малките тръгват из селото, за да сурвакат с пожелание за много здраве и дълголетие.
В началото на месец март се провежда маскараден фестивал наречен Кукеров ден. Фестивалът трае 2 дни, като винаги е от събота до неделя. В неделя всички се събират на площада за да гледат ритуала заораване и засяване.
Съборът на селото е първата седмица на месец Ноември.

## Други
Морският нос Иречек на остров Сноу в Антарктика е наименуван в чест на Константин Иречек, и във връзка със селищата Иречек в Североизточна България и Иречеково.

## Личности
- Иван Куршумов (1911 – ?), български политик от БЗНС
- Милчо Ангелов - Футболист